# Marc Ancel
Marc Ancel (* 14. Juli 1902 in Izeste (Pyrénées-Atlantiques); † 4. September 1990 in Paris) war ein französischer Jurist.
Nach seiner Promotion 1927 wirkte er nach 1929 als Richter. In den 1950er und 1960er Jahren war er conseiller am Französischen Kassationshof und Vizepräsident der Société de législation comparée. 1970 wurde er Mitglied der Académie des sciences morales et politiques. Er war zudem Mitglied des Direktoriums der Europäischen Juristenvereinigung (Association des juristes européens, AJE), deren Präsident er in den 1970er Jahren wurde. 1982 wurde er als ausländisches Mitglied in die damalige Akademie der Wissenschaften der UdSSR aufgenommen.